# ويليام ماسون (سياسي كندي)
ويليام ماسون هو سياسي كندي، ولد في 13 يونيو 1888 في المملكة المتحدة، وتوفي في 16 أبريل 1983 في كندا. حزبياً، نشط في حزب الائتمان الاجتماعي في ألبرتا ‏. وقد انتخب عضو الجمعية التشريعية ألبرتا.